# 工作細胞BLACK
《工作細胞BLACK》是原田重光、初嘉屋一生及清水茜分別負責擔任原作、作畫及監修的日本漫畫作品。本作於《Morning》2015年至2021年期間連載。
本作是清水茜創作的工作細胞（通稱本篇）的衍生作品。不同於本篇，本作主要講述這個身體的主人過著相當不健康的生活，可以說是非常「黑暗（BLACK）」的工作環境，相教於本篇少年漫畫，本作分為青年漫畫。與本篇分開製作的電視動畫，於2021年1月至3月播放。

## 登場角色

### 紅血球
紅血球（赤血球（せっけっきゅう））主要工作是負責日常運送養分、氧氣或二氧化碳。由於是沒有粒線體的細胞，所以仰賴葡萄糖作為養分來源（漫畫中以吃冰呈現）。一旦受物理、化學、生物等因素影響死亡，就會觸發溶血反應。
AA2153（聲：榎木淳彌（日本）；鈕凱暘（台灣））
本作主角之一，帶著眼鏡的紅髮金瞳的男性個體。在黑暗的環境下並沒有改變其開朗的性格，有一位好友「AC1677」總是在一起工作。仰慕「1196」白血球。熱愛自己的工作，常一次性搬運兩箱氧氣，比一般紅細胞多，並因此被評為「最佳先進新人」。在動畫篇結束中與NC8429及其他紅血球被捐血帶離原本因心肌梗塞事件而注重健康飲食的身體，卻被帶到一個身體狀況比過去更惡劣的身體。
AC1677（聲：KENN（日本）；蔣鐵城（台灣））
與「AA2153」同期的紅血球兼好友，在動畫版中戲份增加。響應緊急召集，來到胃部搬運氧氣和養料，但最後因救「AA2153」而掉入胃酸而亡。
前輩紅血球
BD7599（聲：横山遵（日本）；于正昌（台灣））
「AA2153」的前輩紅血球，留著鬢角特徵。
BB5123（聲：相馬康一（日本）；蔣鐵城（台灣））
「BD7599」的同事，留著鬍子的特徵。
AD6614（聲：三瓶雄樹（日本）；鍾少庭（台灣））
最初照顧「AA2153」的前輩紅血球，認為只要扼殺自己的感情來工作，就不會對工作感到抱怨。在身體吸菸時，穿過一氧化碳搬運氧氣而亡。
AG2357（聲：村井雄治（日本）；蔣鐵城（台灣））
和「AD6614」為同期的紅血球，對新人比較嚴格。在身體吸菸時，變成一氧化碳血紅素，被潛入身體的肺炎鏈球菌攻擊而亡。
JJ4141（聲：相馬康一（日本）；鍾少庭（台灣））
年老的前輩紅血球，壽終而亡。
前輩紅血球〈紅髮鬍子臉〉（聲：鷲見昂大（日本）；于正昌（台灣））
總是刁難「AA2153」的前輩紅血球二人組之一，後來在肺部運送氧氣途中被滾來的血栓捲入而亡。
前輩紅血球〈綠色長頭髪〉（聲：丸山智行（日本）；鈕凱暘（台灣））
總是刁難「AA2153」的前輩紅血球二人組之一，後來在肺部運送氧氣途中被滾來的血栓捲入而亡。
後輩紅血球
NC8429（聲：八代拓（日本）；鍾少庭（台灣））
「AA2153」的後輩紅血球新人，有著紅臉頰的特徵。
後輩紅血球〈藍綠色頭髪〉（聲：井上雄貴（日本）；于正昌（台灣））
「AA2153」的後輩紅血球新人。

### 白血球
白血球（白血球（はっけっきゅう）），此處特指嗜中性球，免疫系統中的最前線戰力，主要負責「雜菌偵察」的警備工作。可以在身體組織之間自由遊走，穿越血管壁到達病菌的所在；也可以透過吞噬細胞（惡菌）判斷出細菌及過敏原。當人體受傷遭遇細菌感染的時候，戰死的白血球會成為膿的成分流出傷口。
1196（聲：日笠陽子（日本）；林凱羚（台灣））
本作主角之一，中性粒細胞，工作是負責驅逐侵入身體的病毒和細菌。身材高挑的白髮冷美人，但不是原本性格的冷酷，而是為了貫徹使命保持冷靜。因自己和同事們所做的是無法取代的工作而抱持著驕傲感，是工作時奮不顧身的御姊。使用武器是一柄狹長的日本刀，裝備的背心設有黏附分子L-選擇素的輔助保護器，主要用於將身體附著在地面（人體），不讓自己在人體发生創傷時被甩出傷口外。
後輩白血球
8787（聲：Lynn（日本）；林美秀（台灣））
「1196」的後輩，粉紫色頭髮。同時也是動畫中一直活躍的白血球三人組中一員。很崇拜前輩「1196」；稱呼紅血球「AA2153」為「眼鏡小弟」，偶爾也撮合「AA2153」和「1196」兩人。
1212（聲：內山夕實（日本）；蔡雅如（台灣））
「1196」的後輩，藍色頭髮。同時也是動畫中一直活躍的白血球三人組中一員。
前輩白血球
白血球隊長（聲：伊藤静（日本）；林美秀（台灣））
「1196」的上司，在淋菌事件的最前線陣亡。
白血球長官（聲：田中敦子（日本）；鄭郁欣（台灣））
動畫原創角色，在幕後指揮白血球們作戰。

### 其他血球
血小板（聲：久保百合花〈領袖〉、小田果林、橋本千波、綾瀨有（日本）；蔡雅如〈領袖〉、林美秀、林凱羚、蔡雅如（台灣））
修補血管的維修工，主要工作是以纖維蛋白編織凝血塊以止血，若傷口過大會強行將附近的血細胞粘上纖維蛋白形成二次血栓，以加速止血。
巨噬細胞（聲：椎名碧流（日本）；林凱羚（台灣））
比嗜中性球更高階的白血球，與顆粒球一樣屬於吞噬細胞，是一種具多用途多功能的細胞。作為體內的「清道夫」，它們會去除體內那些壞掉死去的細胞以及其他廢料。
庫佛氏細胞
存在於肝微血管中一種的巨噬細胞，會吞噬異物使其活化。
樹突細胞（聲：永野善一（日本）；蔣鐵城（台灣））
全能型的輔助細胞，可對入侵細菌進行抗原提示，產生細胞激素強化免疫細胞等等。
淋巴球
存在於淋巴管中的特殊白血球，司直專一性防禦的免疫細胞。
殺手T細胞（聲：丹澤晃之〈隊長〉、平林剛、高橋伸也（日本）；于正昌〈隊長〉、鈕凱暘、蔣鐵城、鍾少庭（台灣））
免疫系統中最強大的戰力，主要負責對付特殊頑強的惡菌和受病毒感染的細胞。
輔助T細胞（聲：伊藤健太郎（日本）；鍾少庭（台灣））
淋巴系統的司令官，負責在確認病源入侵後對殺手T細胞下達攻擊命令。
記憶細胞（聲：相馬康一（日本）；鈕凱暘（台灣））
負責紀錄曾經入侵過身體的細菌特徵，當同樣的細菌再次入侵時提供抗原特徵以產生抗體。

### 其他細胞
腦細胞
是構成腦的多種細胞的通稱，它是神經系統的中樞，負責思考和維持身體的生命。腦細胞主要包括神經元和神經膠質細胞。
腦細胞司令（聲：平川大輔（日本）；蔣鐵城（台灣））
腦細胞操作員（聲：中村慈、泊明日菜、高坂篤志、齋藤寬仁（日本）；林美秀、林凱羚、鍾少庭、于正昌（台灣））
腦細胞高官（聲：魚建、水越健（日本）；蔣鐵城、鍾少庭（台灣））。
肝細胞（聲：布萊德庫特·莎拉·惠美、前田玲奈（日本）；林美秀、林凱羚、蔡雅如（台灣））
存在於肝藏，負責代謝物質跟解毒。
胃主細胞（聲：鳴海崇志（日本）；于正昌（台灣））
存在於胃，為胃中負責分泌胃蛋白酶原及胃脂酶的細胞。
塞特利氏細胞（聲：杉山里穗（日本）；林凱羚（台灣））
主要功能是在精子發生過程中哺育成長中的精子細胞。因此，它亦被稱為「母細胞」（不同於精母細胞），亦提供了分泌及結構性的支撐。
黏膜頸細胞（聲：齋藤寬仁（日本）；鍾少庭（台灣））

肺胞上皮細胞（聲：齋藤寬仁、いとうさとる（日本）；于正昌、鍾少庭（台灣））

口腔黏膜細胞（聲：齋藤寬仁（日本）；于正昌（台灣））

毛母細胞（聲：高橋伸也、高坂篤志、齋藤寬仁、鳴海崇志（日本）；鍾少庭、于正昌、蔣鐵城（台灣））

黑色素細胞（聲：丸山智行（日本）；蔣鐵城（台灣））

腎絲球（聲：島袋美由利、有賀由樹子（日本）；蔡雅如、林美秀、林凱羚（台灣））

皮脂腺細胞（聲：樫井笙人（日本）；鍾少庭（台灣））

紅髓（聲：平林剛（日本）；鍾少庭（台灣））

一般細胞（聲：櫻井仁美、遠藤綾、相馬康一、鳴海崇志、永野善一、石井孝英（日本）；林凱羚、林美秀、于正昌、鍾少庭、蔣鐵城、鈕凱暘（台灣））

### 外來異物
肺炎鏈球菌（聲：永野善一（日本）；于正昌（台灣））

淋球菌（聲：高橋伸也（日本）；蔣鐵城（台灣））

類固醇（聲：高橋伸也（日本）；于正昌（台灣））

## 出版書籍
| 冊數 | 講談社         | 講談社                 | 東立出版社     | 東立出版社             | 浙江文艺出版社 | 浙江文艺出版社         |
| 冊數 | 發售日期       | ISBN                   | 發售日期       | ISBN                   | 發售日期       | ISBN                   |
| ---- | -------------- | ---------------------- | -------------- | ---------------------- | -------------- | ---------------------- |
| 1    | 2018年7月9日   | ISBN 978-4-06-512067-5 | 2019年5月30日  | ISBN 978-957-26-3056-3 | 2023年12月     | ISBN 978-7-5339-7411-4 |
| 2    | 2018年9月21日  | ISBN 978-4-06-512760-5 | 2020年5月22日  | ISBN 978-957-26-3057-0 | 2023年12月     | ISBN 978-7-5339-7411-4 |
| 3    | 2019年2月22日  | ISBN 978-4-06-514640-8 | 2020年10月12日 | ISBN 978-957-26-4215-3 | 2023年12月     | ISBN 978-7-5339-7411-4 |
| 4    | 2019年6月21日  | ISBN 978-4-06-516113-5 | 2021年2月8日   | ISBN 978-957-26-4216-0 | 2023年12月     | ISBN 978-7-5339-7411-4 |
| 5    | 2019年10月23日 | ISBN 978-4-06-517225-4 | 2021年3月18日  | ISBN 978-957-26-4412-6 | 2023年12月     | ISBN 978-7-5339-7411-4 |
| 6    | 2020年4月23日  | ISBN 978-4-06-519207-8 | 2021年10月18日 | ISBN 978-957-26-5140-7 | 2023年12月     | ISBN 978-7-5339-7411-4 |
| 7    | 2020年9月23日  | ISBN 978-4-06-520716-1 | 2022年2月21日  | ISBN 978-957-26-6025-6 | 2023年12月     | ISBN 978-7-5339-7411-4 |
| 8    | 2021年2月22日  | ISBN 978-4-06-522343-7 | 2022年10月11日 | ISBN 978-957-26-6683-8 | 2023年12月     | ISBN 978-7-5339-7411-4 |

## 電視動畫
本作由動畫公司LIDENFILMS製作。為了配合原作中大量的生物學解說，由津田健次郎擔任旁白，台灣配音由于正昌擔任。本作以反乌托邦角度描绘细胞在不良作息习惯身体环境的工作情景，另一侧面映射衰退型社会现实，因此与本篇轻松教育氛围相反主要起到警惕教育作用。於2021年1月開始播放。

### 製作人員
- 原作：原田重光、初嘉屋一生、清水茜
- 導演：山本秀世
- 劇本統籌、劇本：森迅史
- 角色設計：安彦英二
- 機械設計：氏家嘉宏
- 動作特效作畫監督：神谷智大
- 美術監督、美術設定：佐藤正浩、塚原千晶
- 色彩設計：岡亮子
- 攝影監督：高津純平
- 3DCGI監督：原一晃
- 剪輯：長谷川舞
- 音響監督：田中亮
- 音響效果：北方將實
- 音樂：菅野祐悟
- 音樂製作：Aniplex
- 音樂製作人：山內真治
- 製作人：高橋祐馬、伊藤洋平、曹聰、北澤史隆
- 動畫製作人：橫田幸介
- 動畫製作：LIDENFILMS
- 製作：Aniplex、講談社、網易、TOKYO MX

### 主題曲
片頭曲
作詞、作曲：Hiroyuki Hayashi／Fumi，編曲、主唱：POLYSICS
第1話作片尾曲使用。
片尾曲（第2－13話）
作詞、作曲、編曲：Hiroyuki Hayashi，主唱：POLYSICS

### 各話列表
| 話數     | 日文標題 | 中文標題                   | 劇本   | 分鏡     | 演出     | 作畫監督 | 總作畫監督               | 改編原作漫畫 |
| -------- | -------- | -------------------------- | ------ | -------- | -------- | --- | ------------------------ | ------------ |
| 第一話   |          | 抽菸、細菌、毀滅的開始。   | 森迅史 | 山本秀世 | 北村淳一 | 緒方厚 | 安彦英二                 | 第1話        |
| 第二話   |          | 肝臟、酒精、榮譽。         | 森迅史 | 山本秀世 | 木村寬   | 生田目康裕 | 氏家嘉宏                 | 第2話        |
| 第三話   |          | 興奮、膨脹、空虛。         | 森迅史 | 山本秀世 | 藤代和也 | 清水胜祐 | 安彦英二 氏家嘉宏        | 第3話        |
| 第四話   |          | 最前線、淋菌、糾紛。       | 森迅史 | 山本秀世 | 有富兴二 | Lee Seongjae、Park Younghi J.W.Kim、S.G.Lim                                                                      | 安彦英二 氏家嘉宏 饭野诚 | 第4話        |
| 第五話   |          | 過度勞動、掉髮、錯亂。     | 森迅史 | 山本秀世 | 山崎立士 | 三好和也 | 氏家嘉宏                 | 第5話        |
| 第六話   |          | 肾脏、尿路结石、眼泪。     | 森迅史 | 山本秀世 | 曾根利幸 | 三橋櫻子 | 安彦英二                 | 第13－14話   |
| 第七話   |          | 咖啡因、誘惑、嫉妒。       | 森迅史 | 池田重隆 | 村山靖   | 緒方厚 | 氏家嘉宏                 | 第12、15話   |
| 第八話   |          | 小腿肚、肺栓塞、臨機應變。 | 森迅史 | 山本秀世 | 藤代和也 | 清水胜祐 | 安彦英二                 | 第16－17話   |
| 第九話   |          | 異變、腳癬、工作的意義。   | 森迅史 | 山本秀世 | 木村寬   | 森野熊三、Kim Cheolsu Min Hyeon、Ahn Hyojeong                                                                    | 氏家嘉宏 生田目康裕      | 第6話        |
| 第十話   |          | 胃潰瘍、友情、喪失。       | 森迅史 | 西田正義 | 有富兴二 | 三好和也 | 安彦英二 氏家嘉宏        | 第7話        |
| 第十一話 |          | 自暴自棄、痛風、叛亂。     | 森迅史 | 西田正義 | 北村淳一 | 北村淳一、Kim.Jeong.Woo Lim.su.Kyeong、CHO.WONHA                                                                 | 氏家嘉宏                 | 第8話        |
| 第十二話 |          | 回歸、心臟、終焉。         | 森迅史 | 山本秀世 | 曾根利幸 | 三橋櫻子、緒方厚、清水伸太郎 高橋香織、柑原豆真、坪田慎太郎 Lee Seung Hee、Min Hyeonsuk                          | 生田目康裕               | 第9話        |
| 第十三話 |          | 心肌梗塞、甦醒、變化。     | 森迅史 | 山本秀世 | 有富兴二 | 清水胜祐、三好和也、清水伸太郎 高橋香織、柑原豆真、鞠野黃英 及川博史、園田高明、川岸隆太 和田佳純、Kim Jeong Lim | 安彦英二 氏家嘉宏        | 第10話       |

### 播放電視台
| 播放日期        | 播放時間（日本時區）      | 播放電視台  | 播放區域 | 備註                    |
| --------------- | ------------------------- | ----------- | -------- | ----------------------- |
| 2021年1月10日－ | 星期日 0時00分－0時30分   | TOKYO MX    | 東京都   | 製作參加                |
|                 |                           | 栃木電視台  | 栃木縣   |                         |
|                 |                           | 群馬電視台  | 群馬縣   |                         |
|                 |                           | BS11        | 日本全國 | BS放送 / 「ANIME+」時段 |
|                 | 星期日 3時08分－3時38分   | 每日放送    | 近畿地區 | 「」第3部               |
|                 | 星期日 21時30分－22時00分 | AT-X        | 日本全國 | CS放送／有重播          |
| 2021年1月11日－ | 星期一 1時50分－2時20分   | RKB每日放送 | 福岡縣   |                         |
|                 | 星期一 1時55分－2時25分   | 北海道放送  | 北海道   |                         |
| 2021年1月13日－ | 星期三 3時05分－3時35分   | 愛知電視台  | 愛知縣   |                         |

| 播放日期      | 播放時間                  | 播放電視台  | 播放區域 | 備註           |
| ------------- | ------------------------- | ----------- | -------- | -------------- |
| 2021年1月19日 | 星期二 1時40分－2時40分   | TOKYO MX    | 東京都   | 製作參加       |
|               | 星期二 2時00分－3時00分   | BS11        | 日本全國 | BS放送         |
|               | 星期二 3時10分－4時10分   | 每日放送    | 近畿地區 |                |
| 2021年1月20日 | 星期三 1時55分－2時55分   | RKB每日放送 | 福岡縣   |                |
|               | 星期三 1時55分－2時25分   | 北海道放送  | 北海道   |                |
| 2021年1月22日 | 星期五 18時00分－19時00分 | AT-X        | 日本全國 | CS放送／有重播 |
| 2021年1月23日 | 星期六 1時30分－2時30分   | 栃木電視台  | 栃木縣   |                |
|               |                           | 群馬電視台  | 群馬縣   |                |
| 2021年1月25日 | 星期一 3時00分－4時00分   | 愛知電視台  | 愛知縣   |                |

| 播放日期      | 播放時間                     | 播放電視台 | 播放區域 | 備註               |
| ------------- | ---------------------------- | ---------- | -------- | ------------------ |
| 2021年8月12日 | 星期一~五 19時30分－20時00分 | Animax     | 臺灣     | 有線電視（有重播） |

### BD&DVD
| 卷數 | 發售日期      | 收錄話數       | 規格編號      | 規格編號      | 封面細胞                                         |
| 卷數 | 發售日期      | 收錄話數       | BD限定版      | DVD限定版     | 封面細胞                                         |
| ---- | ------------- | -------------- | ------------- | ------------- | ------------------------------------------------ |
| 1    | 2021年2月24日 | 第1話          | ANZX-14701/2  | ANZB-14701/2  | 紅血球 （AA2153）                                |
| 2    | 2021年3月24日 | 第2話－第3話   | ANZX-15103/4  | ANZB-15103/4  | 白血球 （1196）                                  |
| 3    | 2021年4月28日 | 第4話－第5話   | ANZX-15105/6  | ANZB-15105/6  | 紅血球、殺手T細胞&腦細胞 （AA2153、隊長&司令官） |
| 4    | 2021年5月26日 | 第6話－第7話   | ANZX-15107/8  | ANZB-15107/8  | 紅血球、肝細胞                                   |
| 5    | 2021年6月23日 | 第8話－第9話   | ANZX-15109/10 | ANZB-15109/10 | 血小板們、白血球們                               |
| 6    | 2021年7月28日 | 第10話－第11話 | ANZX-15111/2  | ANZB-15111/2  | 紅血球、白血球 （AA2153、1196）                  |
| 7    | 2021年8月25日 | 第12話－第13話 | ANZX-15113/4  | ANZB-15113/4  | 工作細胞BLACK（全員入鏡）                        |

## 外部連結
- 電視動畫《工作細胞BLACK》官方網站 （页面存档备份，存于） （日語）
- 《工作細胞BLACK》官方的X（前Twitter）（日語）